# توماس ديكسون كرايغ
توماس ديكسون كرايغ هو سياسي كندي، ولد في 20 نوفمبر 1842، وتوفي في 4 أبريل 1905. حزبياً، نشط في حزب أونتاريو المحافظ التقدمي. وقد انتخب عضو برلمان مقاطعة أونتاريو وانتخب عضو مجلس العموم الكندي.